# Modiolus plumescens
Modiolus plumescens is een tweekleppigensoort uit de familie van de Mytilidae. De wetenschappelijke naam van de soort is voor het eerst geldig gepubliceerd in 1868 door Dunker.